# Cremastosperma longicuspe
Cremastosperma longicuspe R.E.Fr. – gatunek rośliny z rodziny flaszowcowatych (Annonaceae Juss.). Występuje naturalnie w Ekwadorze oraz Peru.

## Morfologia
PokrójZimozielony krzew o owłosionych gałęziach.
LiścieMają odwrotnie jajowaty kształt. Mierzą 14–23 cm długości oraz 6–9 cm szerokości. Nasada liścia jest klinowa. Blaszka liściowa jest całobrzega o spiczastym wierzchołku. Ogonek liściowy jest owłosiony i dorasta do 6–7 mm długości.
KwiatySą pojedyncze. Rozwijają się w kątach pędów. Działki kielicha mają owalny kształt. Płatki mają okrągły kształt i osiągają do 12–18 mm długości.
OwoceTworzą owoc zbiorowy. Mają elipsoidalny kształt.

## Ochrona
W Czerwonej księdze gatunków zagrożonych został zaliczony do kategorii VU – gatunków narażonych na wyginięcie.